# Maitreyisme
Le maitreyisme milejiao 彌勒教 est un courant religieux chinois syncrétiste (taoïsme, bouddhisme, manichéisme) apparu au VIe siècle, dont la figure centrale est Maitreya, le bouddha de l’avenir, envisagé comme un sauveur. Il s’efface comme courant indépendant au XIVe siècle mais continue d’exercer une influence sur d’autres courants comme le Lotus blanc. 
Il se trouva dès son apparition impliqué dans des révoltes contre les autorités et fut donc rapidement mis à l’index, mais perdura néanmoins pendant plusieurs siècles.
Les adhérents considéraient l’ermite bouddhiste Fu Dashi 傅大士 (497-569), qui se prétendait un avatar de Maitreya, comme leur ancêtre. Ils étaient souvent encouragés à se vêtir de blanc comme les ascètes bouddhistes laïques.

## Bref historique
Sous l’empereur Xuanwudi (499-515) des Wei du Nord, le moine Faqing 法慶 de Jizhou se proclame le nouveau bouddha et fonde l’École du mahayana (Dachenjiao 大乘教), se basant sur la prophétie de Maitreya (Maitreyavyakarana, un texte sanscrit attribué à Gautama annonçant l’avènement futur d’un nouveau bouddha). Il s’agit d’un mouvement hétérodoxe qui encourage à la violence et prend en 515 la tête d’une révolte qui sera vaincue en 517.
En 613 sous les Sui, Song Zixian 宋子賢 de Gaoyang au Hebei se proclame lui aussi avatar de Maitreya et lance une révolte.
En 1047 sous les Song, dans la région de Qinghe (Hebei), Wang Ze 王則, réfugié agricole, prend la tête d’une révolte agraire proclamant la fin de l’ère de Shakyamuni et l’avènement de Maitreya. Les trois Sui soumettent les démons (Sansupingyaozhuan 三遂平妖傳), roman fantastique attribué à Luo Guanzhong, est inspiré de cet événement. A la même époque, le moine Gao Tansheng 高曇晟 à Qinyang au Henan et Liu Ningjing 劉凝靜, une femme, au Sichuan, se prétendent aussi incarnations du bouddha de l’avenir et participent à des rébellions. 
Le manichéisme et le maitreyisme s’influencent mutuellement et influencent tous deux la révolte des Turbans rouges qui renverse les Yuan. L’un des chefs de la rébellion, Ming Yuzhen 明玉珍 (1331-1366), fonde en 1362 au Sichuan l’état des Daxia 大夏 (1362-1371) et fait du maitreyisme sa religion officielle, interdisant le taoïsme et le bouddhisme. 
Par la suite, le maitreyisme subsiste en tant que composante de nouveaux courants comme le Lotus blanc, souvent impliqué dans des rébellions.